# Astracantha zoharyi
Astracantha zoharyi là một loài thực vật có hoa trong họ Đậu. Loài này được (Eig) Podlech miêu tả khoa học đầu tiên.